# Rassemblement de l'unité
Au Canada, le rassemblement de l'unité (Unity Rally en anglais) réfère à un rassemblement de plusieurs dizaines de milliers de Canadiens tenu le 27 octobre 1995 à la Place du Canada, à Montréal. Les manifestants étaient présents pour célébrer un Canada uni et pour inciter les Québécois à voter, 3 jours plus tard, « non » au deuxième référendum sur la souveraineté du Québec. Cet événement fut le plus grand rassemblement politique de l'histoire du Canada,.
Le rassemblement a été le sujet d'une controverse considérable, notamment parce qu'il fut en partie commandité par des corporations de l'extérieur du Québec, commandites jugée illégale par le directeur général des élections du Québec.

## Participants

### Personnalités
« Nous allons faire les changements nécessaires afin qu'au début du siècle prochain, le Canada entre dans le XXIe siècle uni d'un océan à l'autre et fier de ses deux langues officielles. »

— Jean Chrétien, extrait de discours au Rassemblement de l'unité,
Le ministre de Pêches et Océans Canada Brian Tobin joue un grand rôle dans l'organisation et la promotion du rassemblement. Plusieurs personnalités politiques canadiennes telles le premier ministre du Canada Jean Chrétien, le chef du parti progressiste-conservateur du Canada Jean Charest, le chef du parti libéral du Québec Daniel Johnson, le premier ministre de l'Ontario Mike Harris, le premier ministre du Nouveau-Brunswick Frank McKenna, le premier ministre de la Nouvelle-Écosse John Savage et la première ministre de l'Île-du-Prince-Édouard Catherine Callbeck participent au rassemblement,.

### Nombre de participants
Le nombre de participants au rassemblement a été discuté pendant plusieurs années. L'organisation du NON a mentionné une foule de 150 000 personnes, chiffre qui a été contesté par divers intervenants, dont la police. La radio francophone CKAC a reporté une foule de 30 000. Le Droit a rapporté une participation d'environ 40 000 personnes.
Une étude faite par la CBC des vidéos de l'événement estime le nombre de participants à environ 60 000.